# 알베르토 엔트레리오스
알베르토 엔트레리오스 로드리게스(스페인어: Alberto Entrerríos Rodríguez, 1976년 11월 7일~)는 스페인의 핸드볼 선수, 지도자로 현역 시절 포지션은 레프트백이다. 현재 프랑스의 핸드볼 클럽인 HBC 낭트의 감독을 맡고 있다.
BM 시우다드 레알에서 10시즌(2002-2012)을 뛰었고 BM 시우다드 레알 선수로서 EHF 챔피언스리그 1회 우승했다. 또한 스페인 국가대표팀의 일원으로 225번의 국제 경기에 출전했고 2008년 하계 올림픽 동메달 획득과 함께 세계 선수권 대회(2005, 2013) 2회 우승했다.
동생인 라울 엔트레리오스 또한 핸드볼 선수로 활동했다.